# Monts-sur-Guesnes

Monts-sur-Guesnes este o comună în departamentul Vienne, Franța. În 2009 avea o populație de 678 de locuitori.